# Мандрівники (Цілком таємно)
Мандрівники (Travelers) — 15-й епізод п'ятого сезону серіалу «Цілком таємно». Епізод належить до «монстрів тижня» і не відноситься до «міфології серіалу». Прем'єра в мережі «Фокс» відбулася 25 березня 1998 року.
Серія за шкалою Нільсена отримала рейтинг домогосподарств рівний 9.9, який означає, що в день виходу її подивилися 15.06 мільйона чоловік.

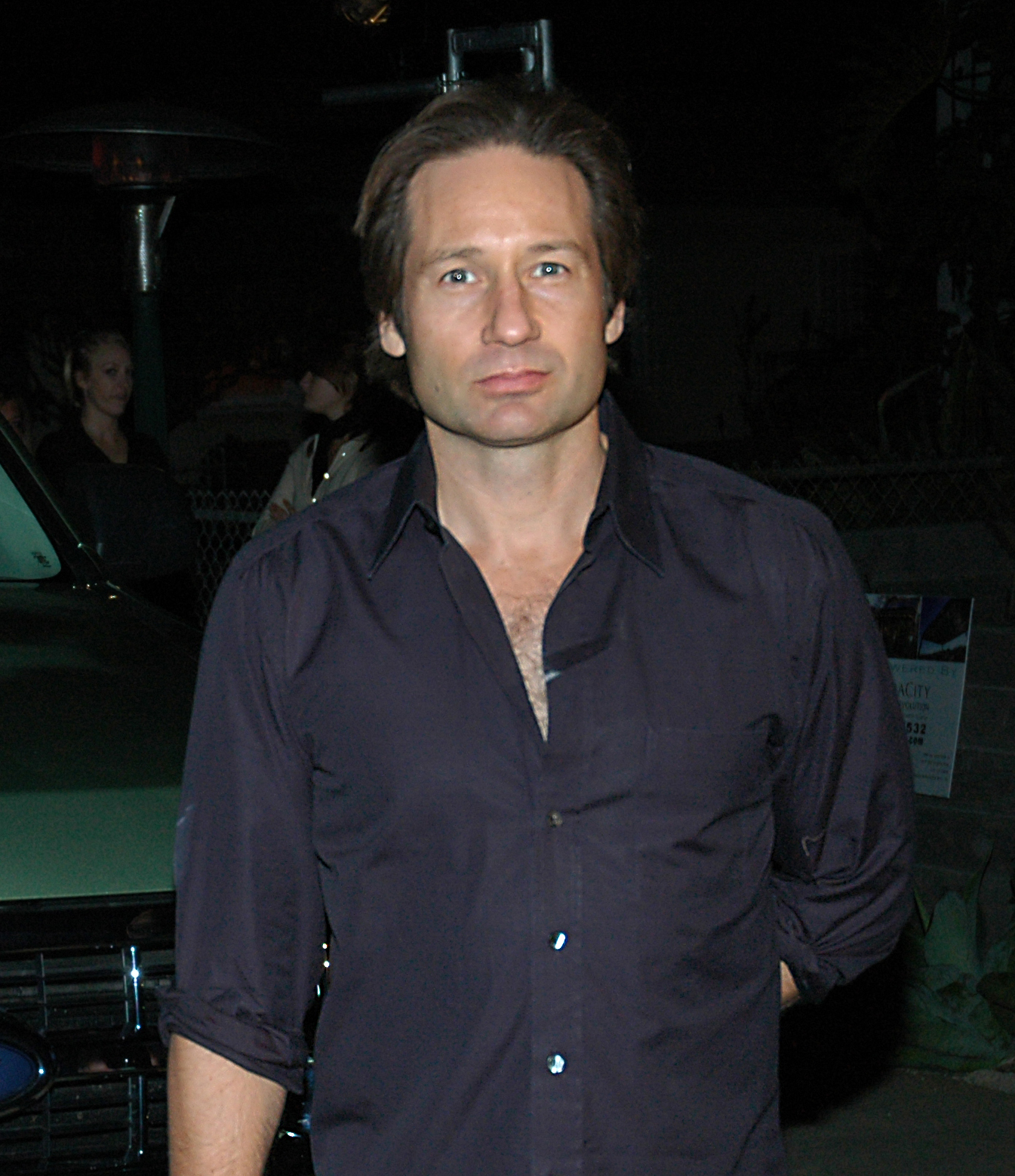

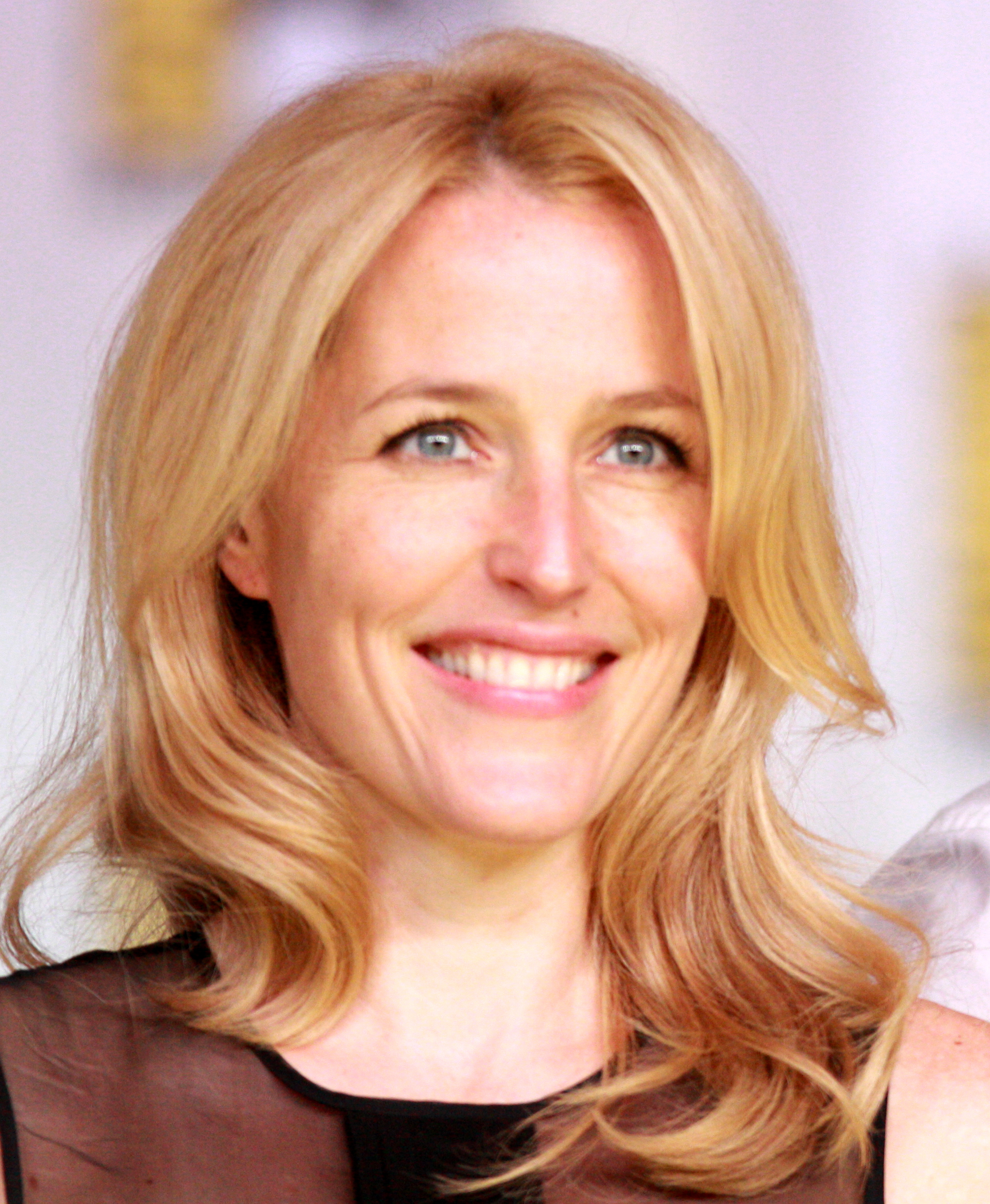

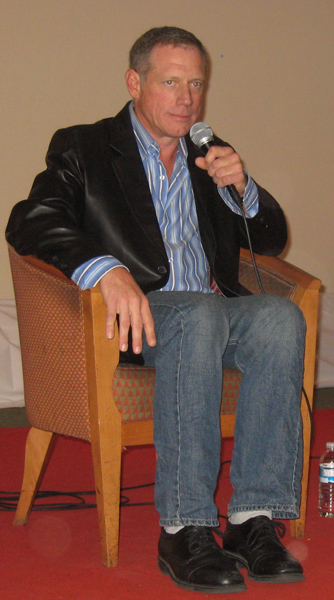

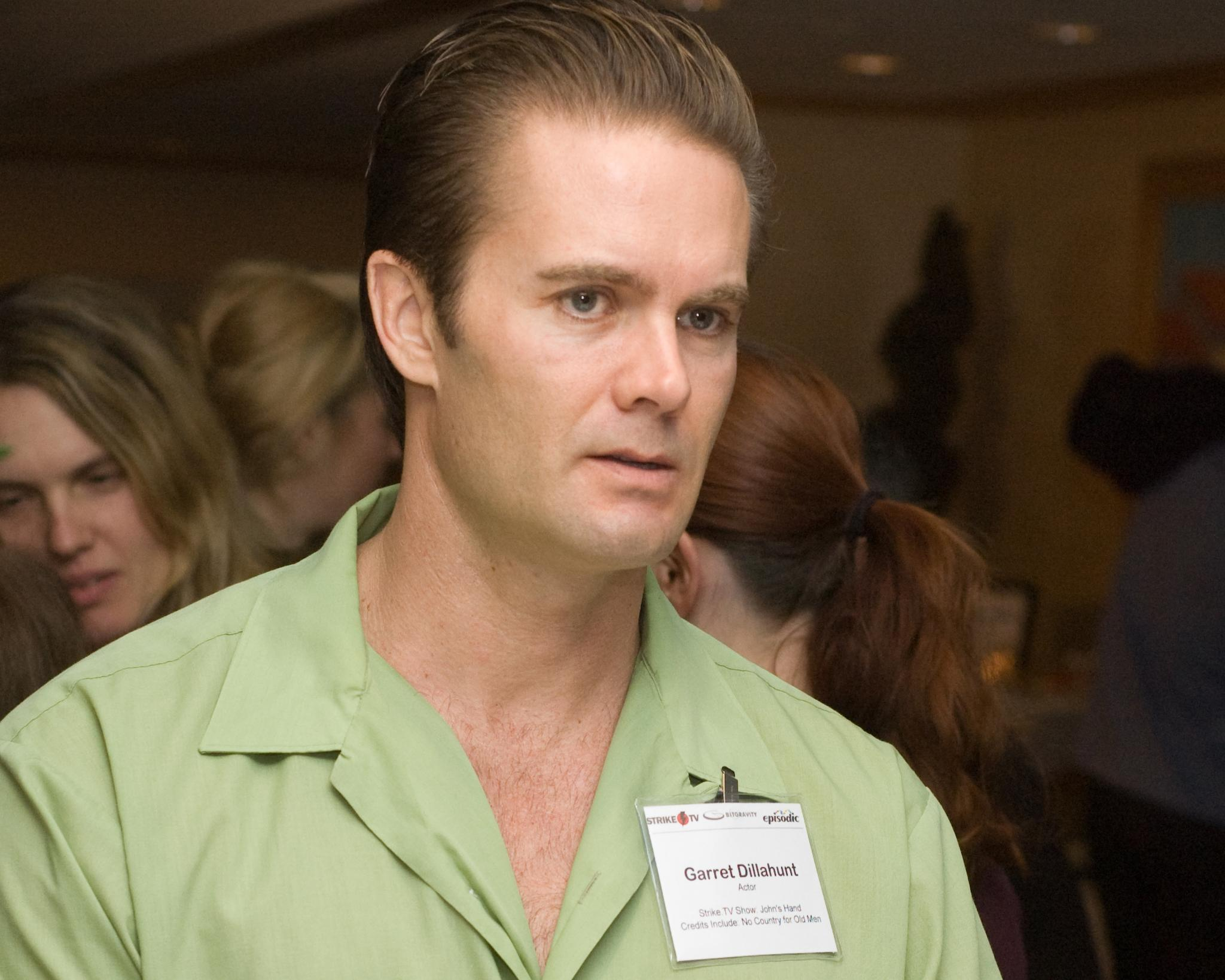

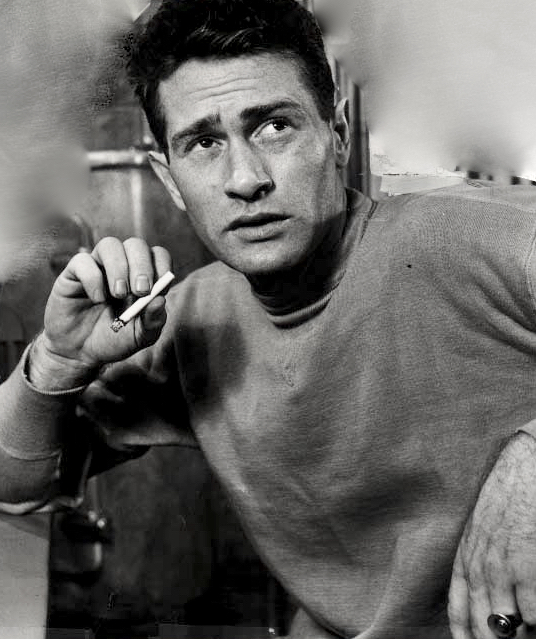

Молодий Малдер в 1990 році приходить до колишнього агента ФБР Артура Дейлса, щоб дізнатися про одну справу, де міг бути замішаний його батько, Білл Малдер. У покинутому будинку застрелено серійного вбивцю, останнім словом якого було «Малдер». Агент Дейлс розповідає Фоксу Малдеру про теорію змови, пов'язану з «полюванням на відьом» в маккартистській Америці, жертвою якої став ветеран Другої світової війни і двоє його товаришів по службі.

## Зміст
Істина поза межами досяжного
17 листопада 1990 року в Каледонії (штат Вісконсін), чоловік на ім'я Едвард Скур застрелений шерифом під час виселення, і останнє слово, яке він вимовляє — «Малдер». При цьому у ванній виявлено ніби муміфіковане тіло померлої людини. Фокс Малдер в цей момент працює в ФБР у відділі психології поведінки. Він вважає, що Артур Дейлс, можливо, мав якесь відношення до його батька, Білла. Малдер виявляє, що Скур помер у 1952 році. Він знаходить Артура Дейлса, агента у відставці ФБР, який розслідував справу Скура у 1950-х роках. Спочатку Дейлс неохоче обговорює цю справу і відговорює Малдера. Фокс передивляється стару телевізійну програму і впізнає там батька. Дейлс знову відмовяється щось повідомляти — однак погроза Малдера повісткою «вмовляє» Дейлса розповісти свою історію.
У минулому в 1950 році Дейлса та його напарника Хейса Мішеля відправляють заарештувати Едварда Скура за те, що він був комуністом і не з'явився перед комітетом. Коли Дейлсу повідомляють, що Скур повісився, перебуваючи під вартою, він відчуває провину і повертається до будинку Скура, щоб вибачитися перед дружиною. Перебуваючи там, він бачить на вулиці Скура живим і намагається затримати його. У боротьбі, що послідувала, з рота Скура висовуються відростки. Скур змушений тікати, коли сусід перериває бійку. Напарник Дейлса та Рой Кон попереджають Артура змінити звіт про напад — фото повішеного Скура зроблено в буцегарні. Він робить це під тиском представника міністерства юстиції Роя Кона, але відчуває свою провину.
Згодом Дейлса та Мішеля викликають розслідувати смерть німецького лікаря в Чейві Чейз (штат Меріленд). В приміщенні з грамплатівки лунає німецькомовна пісня. На світлині лікар тисне руку президенту США; в примішенні відчувається лікарняний запах. Вони знаходять тіло загинулого, а їх бере на приціл місцева поліція. Місцеві поліцейські заперечують що дзвонили їм, а Дейлс знаходить картку бару «Крик сови» з написом «приходь сам» на звороті. У барі Дейлс зустрічає Білла Малдера, агента з Державного департаменту. Білл каже йому, що Скур проводив експерименти разом з двома іншими людьми — Гіссінгом та Оберманом, які згодом вбили себе. Білл Малдер повідомляє — Дейлс не зможе арештувати нікого — бо за цим стоять політики. Що Скур убив німецького лікаря в помсту за те, що з ним зробили. І що Скур теж вб'є Дейлса та Мішеля — оскільки Скур вважає, що вони є частиною проекту. Мішеля вбиває чоловік, у якого з рота висовуються відростки, Дейлс в цей час намагається зателефонувати йому, щоб попередити, але безрезультатно. Потім Дейлс намагається розслідувати смерть свого партнера, але Рой Кон прикриває це — він погрожує або фізично знищити агента, або оголосити його комуністом.
Однак Артур не полишає пошуків — він хоче дізнатися, ким став Скур, і ким були двоє загинулих. Секретарка в офісі ФБР, Дороті Бансен, допомагає Дейлу знайти файл, в якому згадується Гіссінг — один з двох чоловіків, згаданих Біллом, які покінчили життя самогубством. Дороті пояснює, що вона архівує всі нерозв'язані справи під кодом «Файли Ікс» (секретарка відносила туди «мертві справи»). Тіло Гіссінга перебуває у морзі, і Дейлс переконує техніка розрізати тіло. Всередині вони знаходять дивне створіння, зашите в стравохід Гіссінга. З нутрощів показується павукоподібна істота. Дейлс йде до дружини Скура і каже їй, що було зроблено з чоловіком, та що він хоче викрити експерименти. Рой Кон перестріває Артура біля будинку родини Скур. В автівці вже сидить і Малдер. Дружина Скура спускається в задній двір бомбосховища, щоб сказати Скуру про можливу допомогу від Дейлса, але її долають його паразити і вбивають.
В кабінеті директора ФБР Дейлс слухає його промову про патріотизм; Гувер переконує його допомогти привести Скура. Гувер має переконання — вони повинні використовувати усі методи. Співробітники ФБР відводять Дейлса назад у бар, щоб зустріти Скура, який атакує Артура. Білл Малдер та інший агент чекають на вулиці, поки Дейлс має загинути. Однак Дейлс все ще живий і надів наручники Скуру.
Фокс Малдер не може повірити, в чому брав участь його батько. Він запитує Дейлса, як Скур втік. Дейлс припускає, що хтось міг би допомогти Скуру врятуватися, сподіваючись — правда того, що йому було зроблено, може одного дня виявитись.
Білл Малдер їде по дорозі зі Скуром, і передає йому ключі від машини та йде пішки. Він так зробив в надії, що правда колись відкриється.

## Створення
«Мандрівники» були написані як данина Говарду Дімсдейлу, сценаристу, який став жертвою чорного списку Голлівуду в 1950-х роках і в серії досліджується думка про те, що «полювання на відьом» насправді була димовою завісою, щоб приховати щось інше". Багато років Дімсдейл був викладачем в Американському кіноінституті у Лос-Анджелесі, він викладав і у Френка Спотніца та Джона Шибана. Розвиваючи цей момент, Спотніц і Шибан вирішили поєднати багато оповідань Дімсдейла про «параною, зраду та подвійну гру». Невдовзі письменники зрозуміли, що, встановивши епізод у минулому, вони також зможуть «простежити витоки Фокса Малдера як такого, так і „Цілком таємно“».
В епізоді не присутня Скаллі, оскільки Джилліан Андерсон була зайнята в зйомках фінальних частин фільму «Цілком таємно». Макгавін був запрошений для ролі Дейлса, зокрема Крісом Картером, і до нього зверталися раніше, щоб зіграв різних персонажів серіалу. Для створення «більшої переконливості епізоду» були використані різні спецефекти, в тому числі спеціальний прилад для обличчя, з допомогою якого «чужий павук» виповзав із рота Скура і потрапляв в його жертву, а також відбілюючий прийом для остаточного зображення фільму як «постарілі кадри». Режисер кастингу Рік Мілікан зазначав: «Макгавін був натхненником Кріса для написання цього серіалу. Він завжди мав на увазі, що Даррен щось таке десь вже використовував, і це справді було його ділом. Він сказав: „ Я хочу, щоби Даррен Макгавін був в серії“, і він трапився в доступний час, й ми його дістали». За задумом режисерів Макгавін спочатку мав виконувати роль сенатора Метесона для відкриття другого сезону «Маленькі зелені чоловічки». Пізніше Макгавіна розглядали на роль батька Малдера, але він знову ухилявся від пропозиції. Врешті-решт Макгавін нарешті погодився з'явитися у серіалі, граючи Дейлса.
Оскільки п'ятий сезон знімався під впливом низки фінансових та часових обмежень, зйомки «Мандрівників» відбувалися дещо спішно. Дизайнер костюмів Дженні Гюллет змушений був «відчайдушно» брати в оренду або створювати вінтажний одяг, представлений в епізоді, а художній керівник Гері Аллен провів широкі дослідження, щоб зробити офіс Джона Едгара Гувера реалістичним. Аллен також побудував бомбосховище, оскільки його батько був підрядником, який фактично звів декілька з них. Майстер спецефектів Тобі Ліндала створив «чужорідного павука», а також спеціальний прилад для обличчя, який носив Гаррет Діллант. Фінал серії був дещо вибілений в постпродукції, щоб надати йому «вінтажний вигляд». Співробітники виробництва були задоволені кінцевим продуктом, зазначивши, що він «робить справедливе визначення» як «болючим суперечкам 1950-х», так і «„Цілком таємно“ як сучасному телесеріалу»".
Епізод містить кілька жартів. Пісня, що грає в будинку німецького лікаря, є кавер-версією популярної «Лілі Марлен», записаною спеціально для цього епізоду. Також звучить трек «Paula Rabwini» — посилання на одного з продюсерів серіалу Пола Рабвіна. Агент Хейс Мішель був названий на честь нареченої Кріса Картера, Мері Астадуріан.
В декількох кадрах можна побачити, як Малдер одягає обручку. Це була ідея Девіда Духовни; він пояснив: «Це я просто дурив. Думав, що я нещодавно одружився, і хотів його носити». Пізніше він описав ситуацію — «так Малдер ніколи не згадував, що був одружений». Творець серіалу Кріс Картер пізніше сказав Духовни, що ситуація «створює проблему. Якщо ми коли-небудь зробимо серію, яка відбудеться сім років до того, вам доведеться одружитися». Однак Духовни заспокоїв Картера, вказавши, що не було епізодів запланованих за сім років до подій у цій серії. Включення цієї деталі спричинило «інтернет-шаленство», і це питання згодом не було вирішено на екрані.

## Сприйняття
Прем'єра «Мандрівників» відбулася у США в мережі «Фокс» 19 березня 1998 року, а у Великій Британії 3 лютого 1999-го. Епізод отримав рейтинг Нільсена 9,9 з часткою 15, що означає — його переглянули 15,06 млн глядачів.
«Мандрівники» отримали неоднозначні відгуки критиків. У огляді 2000 року п'ятого сезону для «New Straits Times» Френсіс Дасс зазначав, що епізод мав «приємне ретро-почуття протягом усього часу». Дасс також вітав той факт, що «Малдер старший дієво показаний» під час епізоду. Емілі Вандерверф з «The A.V. Club» надала епізоду B і позитивно описала його. Вона зазначила, що епізод «не такий хороший, як міг би бути», але стверджувала, що історія «все ще в основному весела». Окрім того, вона позитивно написала про Макгавіна в головній ролі і відзначила «чужого павука», описавши його як «дивовижно грубе створіння»..
Роберт Шірман та Ларс Пірсон у своїй книзі «Хочемо вірити: Критичний посібник із Цілком таємно, Мілленіуму та Одиноких стрільців» оцінили цей епізод чотирма зірками із п'яти і назвали його «свіжим та невідкладним». Вони зазначали що, хоча епізод був зупинкою, його не було можна краще розмістити. Також оглядачі зазначили погодження знятися в серії Макгавіна як подію.
Інші оглядачі мали більш критичні погляди. Пола Вітаріс з «Cinefantastique» дала епізоду значно негативніший відгук і оцінила його 1 зіркою з чотирьох. Вона зазначила, що епізод, як і подібна попередня серія п'ятого сезону «Незвичайні підозрювані», був «наповненням», але що, на відміну від «Підозрюваних», «Мандрівники» були «не особливо цікавими». Також оглядачка розкритикувала постать Артура Дейла і написала, що він «не інтригуючий персонаж». Однак вона похвалила візуальні матеріали, описуючи їх як «видатні».

## Знімалися
| Актор             | Роль                |
| ----------------- | ------------------- |
| Девід Духовни     | Фокс Малдер         |
| Джилліан Андерсон | Дейна Скаллі        |
| Фредрік Лене      | молодий Артур Дейлз |
| Гаррет Діллагант  | Едвард Скур         |
| Ейлін Педде       | місіс Скур          |
| Джейн Перрі       | Дороті Бансен       |
| Даррен Макгевін   | Артур Дейлз         |
| Девід Морленд     | Рой Кон             |